# Wereldkampioenschappen veldrijden 2017/Selecties
Deze pagina geeft een overzicht van de startlijsten op de Wereldkampioenschappen veldrijden 2017 in het Luxemburgse Belvaux op 28 en 29 januari 2017.

## Startlijst Mannen Elite
| België | Nederland | Frankrijk |
| - 1. Wout van Aert - 2. Kevin Pauwels - 3. Tom Meeusen - 4. Laurens Sweeck - 5. Michael Vanthourenhout - 6. Tim Merlier - 7. Gianni Vermeersch | - 11 Mathieu van der Poel - 12 Corné van Kessel - 13 Lars van der Haar - 14 David van der Poel - 15 Stan Godrie - 16 Lars Boom | - 18 Clément Venturini - 19 Steve Chainel - 20 Francis Mourey - 21 Matthieu Boulo - 22 Aloïs Falenta                                     |
| Duitsland | Zwitserland | Verenigde Staten |
| - 23 Marcel Meisen - 24 Philipp Walsleben - 25 Sascha Weber                                                                                    | - 27 Marcel Wildhaber - 28 Simon Zahner - 29 Julien Taramarcaz - 30 Severin Sägesser - 31 Nicola Rohrbach                      | - 33 Stephen Hyde - 34 Tobin Ortenblad - 35 Kerry Werner - 36 Jeremy Powers - 37 Travis Livermon - 38 Jeremy Durrin - 39 Jack Kisseberth |
| Verenigd Koninkrijk | Canada | Tsjechië |
| - 40 Ian Field | - 41 Jeremy Martin - 42 Michael van den Ham - 43 Mark McConnell                                                                | - 44 Michael Boroš - 45 Tomáš Paprstka - 46 Jan Nesvadba - 47 Emil Hekele - 48 Michal Malík                                              |
| Spanje | Luxemburg | Japan |
| - 49 Ismael Esteban Aguado - 50 Javier Ruiz de Larrinaga - 51 Kevin Suárez Fernández - 52 Aitor Hernández                                      | - 53 Scott Thiltges - 54 Pit Schlechter - 55 Gusty Bausch - 56 Christian Helmig - 57 Lex Reichling                             | - 59 Toki Sawada - 60 Hikaru Kosaka - 61 Kohei Maeda                                                                                     |
| Slowakije | Denemarken | Polen |
| - 62 Martin Haring | - 63 Kenneth Hansen - 64 Joachim Parbo - 65 Tommy Nielsen                                                                      | - 66 Marek Konwa |
| Italië | IJsland | Hongarije |
| - 67 Luca Braidot - 68 Daniele Braidot - 69 Cristian Cominelli                                                                                 | - 70 Ingvar Ómarsson | - 71 Zsolt Búr |
| Oekraïne | | |
| - 72 Oleksiy Ukhanov | | |

## Startlijst Mannen Beloften
| België | Nederland | Frankrijk |
| - 1 Eli Iserbyt - 2 Quinten Hermans - 3 Thijs Aerts - 4 Nicolas Cleppe - 5 Yannick Peeters - 6 Jonas Degroote - 7 Kobe Goossens | - 10 Joris Nieuwenhuis - 11 Sieben Wouters - 12 Maik van der Heijden - 13 Gosse van der Meer - 14 Jens Dekker - 15 Kelvin Bakx | - 16 Clément Russo - 17 Lucas Dubau - 18 Joshua Dubau - 19 Tony Periou - 20 Eddy Fine                             |
| Italië | Verenigde Staten | Tsjechië |
| - 23 Gioele Bertolini - 24 Nadir Colledani - 25 Jakob Dorigoni - 26 Michele Bassani - 27 Antonio Folcarelli                     | - 31 Curtis White - 32 Gage Hecht - 33 Spencer Petrov - 34 Maxx Chance - 35 Cooper Willsey - 36 Lance Haidet                   | - 37 Adam Ťoupalík - 38 Daniel Mayer - 39 David Jarý - 40 Jonáš Březina                                           |
| Duitsland | Slowakije | Spanje |
| - 41 Lukas Meiler - 42 Manuel Müller - 43 Maximilian Möbis - 44 Paul Lindenau                                                   | - 46 Šimon Vozár - 47 Matej Ulik                                                                                               | - 48 Felipe Orts Lloret - 49 Jokin Alberdi Mendizabal                                                             |
| Zwitserland | Polen | Zweden |
| - 50 Johan Jacobs - 51 Timon Rüegg - 52 Kevin Kuhn                                                                              | - 53 Marceli Bogusławski | - 54 David Eriksson - 55 Henrik Jansson                                                                           |
| Australië | Canada | Denemarken |
| - 56 Ben Walkerden | - 57 Trevor O'Donnell | - 58 Simon Andreassen - 59 Andreas Lund Andresen - 60 Niels Rasmussen - 61 Christian Storgaard - 62 Carl Sørensen |
| Japan | Verenigd Koninkrijk | Luxemburg |
| - 63 Hijiri Oda | - 64 Billy Harding | - 65 Luc Turchi - 66 Felix Keiser - 67 Noah Fries                                                                 |

## Startlijst Vrouwen Elite
| Nederland                                                                 | Verenigde Staten | België                                                                                      |
| - 2 Sophie de Boer - 3 Marianne Vos - 4 Maud Kaptheijns - 5 Lucinda Brand | - 6 Katherine Compton - 7 Amanda Miller - 8 Kaitlin Antonneau - 9 Rebecca Fahringer - 10 Courtenay McFadden - 11 Elle Anderson | - 12 Sanne Cant - 13 Ellen Van Loy - 14 Jolien Verschueren - 15 Loes Sels - 16 Alicia Frank |
| Australië                                                                 | Verenigd Koninkrijk | Italië                                                                                      |
| - 19 Rebecca Locke - 20 Naomi Williams                                    | - 21 Nikki Brammeier - 22 Helen Wyman - 23 Hannah Payton                                                                       | - 24 Eva Lechner - 25 Alice Maria Arzuffi                                                   |
| Tsjechië                                                                  | Spanje | Frankrijk                                                                                   |
| - 28 Kateřina Nash - 29 Pavla Havlíková                                   | - 30 Aida Nuño Palacio - 31 Lucía González Blanco                                                                              | - 32 Caroline Mani - 33 Marlène Petit - 34 Lucie Chainel-Lefèvre                            |
| Luxemburg                                                                 | Duitsland | Canada                                                                                      |
| - 35 Christine Majerus - 36 Nathalie Lamborelle - 37 Suzie Godart         | - 38 Stefanie Paul | - 40 Maghalie Rochette - 41 Mical Dyck - 42 Cindy Montambault                               |
| Polen                                                                     | Zwitserland | Japan                                                                                       |
| - 43 Magdalena Sadłecka                                                   | - 44 Lise-Marie Henzelin | - 45 Waka Takeda - 46 Eri Yonamine - 47 Miho Imai                                           |
| Denemarken                                                                | |                                                                                             |
| - 48 Rikke Lonne - 49 Kristina Thrane                                     | |                                                                                             |

## Startlijst Vrouwen Beloften
| Verenigd Koninkrijk                                                   | Nederland | Italië |
| - 1 Evie Richards - 2 Ffion James - 3 Amira Mellor                    | - 4 Manon Bakker - 5 Annemarie Worst - 6 Ceylin del Carmen Alverado - 7 Inge van der Heijden - 8 Lindy van Anrooij | - 9 Chiara Teocchi - 10 Sara Casasola - 11 Francesca Baroni - 12 Silvia Perisco - 13 Nicole Fede              |
| Frankrijk                                                             | Verenigde Staten                                                                                                   | Tsjechië |
| - 14 Évita Muzic - 15 Hélène Clauzel - 16 Jade Wiel - 17 Maïna Galand | - 18 Ellen Noble - 19 Emma White - 20 Hannah Arensman - 21 Emma Swartz - 22 Ashley Zoerner                         | - 23 Nikola Nosková - 24 Jana Czeczinkarová - 25 Martina Kukulová - 26 Nikola Bajgerová - 27 Tereza Vaníčková |
| België                                                                | Spanje | Canada |
| - 28 Laura Verdonschot                                                | - 29 Alicia González Blanco - 30 Alba Teruel Ribes                                                                 | - 31 Ruby West                                                                                                |
| Zwitserland                                                           | Oostenrijk | Duitsland |
| - 32 Nicole Koller - 33 Olivia Hottinger - 34 Lara Krahemann          | - 35 Nadja Heigl - 36 Lisa Pasteiner                                                                               | - 37 Jessica Lambracht - 38 Larissa Luttuschka                                                                |
| Japan                                                                 | Denemarken | Luxemburg |
| - 39 Kiyoka Sakaguchi                                                 | - 40 Malene Degn                                                                                                   | - 41 Edie Antonia Rees                                                                                        |
| Polen                                                                 | Australië | Slowakije |
| - 42 Agnieszka Szpocińska - 43 Patrycja Skwierczyńska                 | - 44 Stacey Riedel - 45 Olivia Nendick                                                                             | - 46 Tereza Medvedová                                                                                         |

## Startlijst Mannen Junioren
| Nederland                                                                                                 | Frankrijk                                                                                                 | België |
| - 2 Thymen Arensman - 3 Ryan Kamp - 4 Bart Hazekamp - 5 Bart Artz - 6 Mees Hendrikx                       | - 7 Antoine Benoist - 8 Maxime Bonsergent - 9 Nicolas Guillemin - 10 Jérémy Montauban - 11 Erwann Kerraud | - 14 Toon Vandebosch - 15 Jelle Camps - 16 Yentl Bekaert - 17 Timo Kielich - 18 Andreas Goeman - 19 Florian Vermeersch |
| Verenigde Staten                                                                                          | Verenigd Koninkrijk                                                                                       | Italië |
| - 22 Denzel Stephenson - 23 Lane Maher - 24 Caleb Swartz - 25 Calder Wood - 26 Ross Ellwood - 27 Sam Noel | - 28 Tom Pidcock - 29 Ben Turner - 30 Daniel Tulett - 31 Thomas Mein                                      | - 32 Filippo Fontana - 33 Bruno Marchetti - 34 Lorenzo Calloni - 35 Alberto Brancati - 36 Patrick Favaro               |
| Spanje | Duitsland                                                                                                 | Tsjechië |
| - 40 Jofre Cullell Estapé - 41 Iván Feijoo Alberte - 42 Xabier Murias Garcia                              | - 43 Niklas Märkl - 44 David Westhoff-Wittwer - 45 Luca Bockelmann - 46 Tim Wollenberg - 47 Lukas Märkl   | - 49 Jan Gavenda - 50 Šimon Vaníček - 51 Tomáš Kopecký - 52 David Honzák - 53 Jakub Schierl                            |
| Luxemburg                                                                                                 | Denemarken                                                                                                | Canada |
| - 55 Tristan Parrotta - 56 Felix Schreiber - 57 Nicolas Kess - 58 Ken Conter - 59 Misch Leyder            | - 62 Anders Lilliendal - 63 Oliver Errebo - 64 Lucas Wulff - 65 Mikkel Bertelsen - 66 Niklas Patino       | - 67 Gunnar Holmgren - 68 Noah Simms - 69 Brody Sanderson                                                              |
| Australië                                                                                                 | Hongarije                                                                                                 | Zwitserland |
| - 70 Adam Blazevic                                                                                        | - 71 Balázs Vas - 72 Erik Fetter                                                                          | - 73 Loris Rouiller - 74 Mauro Schmid                                                                                  |
| Ierland                                                                                                   | Slowakije                                                                                                 | Japan |
| - 75 JB Murphy                                                                                            | - 76 Jakub Varhaňovský                                                                                    | - 77 Kotaro Murakami                                                                                                   |
| Polen | IJsland                                                                                                   | |
| - 78 Wojciech Ceniuch - 79 Radosław Rocławski                                                             | - 80 Gustaf Darrasson                                                                                     | |